# In Concert 1980
In Concert 1980 – druga trasa koncertowa Mike’a Oldfielda; w jej trakcie odbyły się pięćdziesiąt cztery koncerty.
1. 13 kwietnia 1980 – Lancaster, Anglia – Lancaster University
2. 17 kwietnia 1980 – Kobenhavn, Dania – Falkonerteatret
3. 18 kwietnia 1980 – Kilonia, Niemcy – Ostseehalle
4. 19 kwietnia 1980 – Berlin, Niemcy – ICC
5. 21 kwietnia 1980 – Düsseldorf, Niemcy – Phillipshalle
6. 22 kwietnia 1980 – Münster, Niemcy – Halle Münsterland
7. 23 kwietnia 1980 – Frankfurt, Niemcy – Jahrhunderthalle
8. 24 kwietnia 1980 – Kolonia, Niemcy – Sporthalle
9. 25 kwietnia 1980 – Brema, Niemcy – Stadthalle
10. 26 kwietnia 1980 – Hanower, Niemcy – Eilenriedhalle
11. 28 kwietnia 1980 – Wiedeń, Austria – Stadthalle
12. 30 kwietnia 1980 – Heidelberg, Niemcy – Sporthalle Eppelheim
13. 4 maja 1980 – Ipswich, Anglia – Gaumonth Theatre
14. 5 maja 1980 – Croydon, Anglia – Fairfield Hall
15. 6 maja 1980 – Bournemouth, Anglia – Winter Gardens
16. 7 maja 1980 – Manchester, Anglia – King’s Hall Beleuve
17. 8 maja 1980 – Portsmouth, Anglia – Guildhall
18. 9 maja 1980 – Gloucester, Anglia – Leisure Centre
19. 10 maja 1980 – Oxford, Anglia – New Theatre
20. 11 maja 1980 – Oxford, Anglia – New Theatre
21. 13 maja 1980 – Brighton, Anglia – Conference Centre
22. 14 maja 1980 – Stafford, Anglia – Bingley Hall
23. 15 maja 1980 – Manchester, Anglia – Apollo Theatre
24. 17 maja 1980 – Edynburg, Szkocja – Playhouse Theatre
25. 18 maja 1980 – Edynburg, Szkocja – Playhouse Theatre
26. 19 maja 1980 – Glasgow, Szkocja – Apollo Theatre
27. 20 maja 1980 – Glasgow, Szkocja – Apollo Theatre
28. 22 maja 1980 – Newcastle upon Tyne, Anglia – City Hall
29. 23 maja 1980 – Preston, Anglia – Guildhall
30. 24 maja 1980 – Sheffield, Anglia – City Hall
31. 25 maja 1980 – Bristol, Anglia – Colston Hall
32. 26 maja 1980 – Southampton, Anglia – Gaumont Theatre
33. 27 maja 1980 – Pool, Anglia – Art Centre
34. 28 maja 1980 – Londyn, Anglia – Wembley Arena
35. 29 maja 1980 – Londyn, Anglia – Wembley Arena
36. 31 maja 1980 – Dublin, Irlandia – RDS
37. 17 czerwca 1980 – Sztokholm, Szwecja – Konserthuset
38. Czerwiec 1980 – Rotterdam, Holandia – De Doelen
39. Czerwiec 1980 – Bruksela, Belgia – Forest National
40. Czerwiec 1980 – Paryż, Francja – nieznane miejsce koncertu
41. Czerwiec 1980 – Cork, Irlandia – McCroom Castle Festival
42. 18 czerwca 1980 – Cardiff, Walia – Gardens
43. 21 czerwca 1980 – Knebworth, Anglia – Fairy Park Festival
44. 29 lipca 1980 – Londyn, Anglia – Rainbow Theatre
45. 19 września 1980 – Barcelona, Hiszpania – Plaza España
46. 20 września 1980 – San Sebastián, Hiszpania – Velódromo do Anoeta
47. 21 września 1980 – Alicante, Hiszpania – PCE Festival
48. 23 września 1980 – Madryt, Hiszpania – nieznane miejsce koncertu
49. 25 września 1980 – Lizbona, Portugalia – Festiwal de Cascais
50. 26 września 1980 – Oporto, Portugalia – Pavilhão Infante Sagres
51. 27 września 1980 – Wenecja, Włochy – Venice Festival
52. 28 września 1980 – Pontevedra, Hiszpania – nieznane miejsce koncertu
53. Grudzień 1980 – Edynburg, Szkocja – Gateway Theatre (występ w telewizyjnym show)
54. 20 grudnia 1980 – Dortmund, Niemcy – Westfalenhalle (występ w programie Rock-Pop In Concert)